# Das Erstinterview in der Psychotherapie
Das Erstinterview in einer Psychotherapie ist der Titel einer 112 Seiten umfassenden Schrift Hermann Argelanders, die erstmals 1970 erschien und zum Standardwerk der Psychoanalyse wurde.

## Veröffentlichungsgeschichte
1966 veröffentlichte Argelander in der Fachzeitschrift Psyche einen ersten Aufsatz zur Psychodynamik des Erstinterviews. Aufgrund der positiven Resonanz folgten im Mai und Juli 1967 zwei weitere Aufsätze, die sich allgemeiner mit Aufgabe und Technik des Erstinterviews in der Psychotherapie befassten. Auf Vorschlag der Wissenschaftlichen Buchgesellschaft Darmstadt kam es dann 1970 zur Buchveröffentlichung zum (damals) aktuellen Wissensstand zum Erstinterview in der Psychotherapie. Argelander selbst schrieb im Vorwort, dass daraus ein Buch entstanden sei, welches, entgegen der ursprünglichen Absicht „eine sehr persönliche Note angenommen“ habe. In der Psyche erschien 1978 ein weiterer Beitrag Argelander zum Thema, in dem er anhand des in den Hysterie-Studien von Sigmund Freud publizierten Falles Katharina (1895) die Entwicklung der Interviewtechnik und der Methodik nachzeichnete.
In deutscher Sprache erschien die Schrift zuletzt 2014 in 10. unveränderter Auflage, ein Jahr später auch als Kindle-Ausgabe. 1976 erschien in New York die englische Übersetzung von Hela Freud Bernays, es folgte eine Veröffentlichung in ungarischer Sprache, die 2016 in 3. unveränderter Auflage erschien, sowie 1998 eine Ausgabe in slowakischer Sprache.

## Inhalt
Argelander versteht unter einem Erstinterview eine meist einmalige begrenzte Gesprächssituation, die sich von der späteren Behandlungssituation im Hinblick auf Zielsetzung und Gesprächstechnik unterscheide. Ihr Ziel sei es,
1. Voraussetzungen dafür zu schaffen, dass der Patient sich überhaupt mitteilen könne,
2. dass er etwas von sich mitteilen könne, was für die Frage der Behandlung von Bedeutung sei und
3. dass eine Entscheidung für oder auch gegen eine Behandlung getroffen werden könne, ohne dass der Patient im letzteren Fall dadurch eine psychische Verletzung erlitte.

Im Interview würden von Patienten nicht nur äußere Fakten zur Anamnese mitgeteilt, sondern seine persönliche Vorstellungen und Erwartungen wirkten sich auf die Dynamik der Beziehungssituation aus, die es vom Psychoanalytiker auch in ihrer unbewussten Bedeutung zu verstehen und zu reflektieren gelte. Mit dem dritten Punkt betont Argelander unter Bezugnahme auf  Michael und Enid Balint die Gefahr einer zusätzlichen Traumatisierung durch ein nicht in ausreichendem Maße rücksichtsvolles Erstinterview bei Nicht-Aufnahme einer Behandlung.

### Vorbedingungen
Für das Erstinterview müssen zeitlich und räumlich geeignete Rahmenbedingungen geschaffen werden. Dazu gehöre ein ausreichendes Zeitfenster, genügend Ruhe, ein Ruhe und Behaglichkeit ausstrahlender Raum mit der Individualität des Interviewers.
Vor Beginn des Erstinterviews sei in einem Sondierungsgespräch zu prüfen, ob der Patient richtig „adressiert“ sei. Die an dem Gespräch beteiligten Personen seien in ihren Rollen eindeutig festgelegt: Auf der einen Seite sehen wir den psychotherapeutischen Fachmann, auf der anderen Seite den Patienten.
Argelander betont, dass es zu respektieren sei, dass der Patient im Vorfeld seine Ambivalenzen gegenüber der Behandlung auslebe: „Wir respektieren die Kompliziertheit des Vorfeldes, überlassen dem Patienten die Aktivität, drängen ihn zu nichts und gehen auf seine Ansprüche, Wünsche und Forderungen so weit ein, wie es unsere Realität zulässt.“
Für beide Seiten bestehe im Hinblick auf das zu vereinbarende Erstinterview die Freiheit in der Wahl des Interviewers/des Patienten und der Schutz davor über die innersten Verhältnisse hinauszugehen. Im konkreten Setting, auf welches der Autor sich hier bezieht, waren Erstinterviewer und späterer Therapeut nicht dieselbe Person.

### Motivation
Um eine weitere psychotherapeutische Behandlung für sinnvoll zu erachten, muss bei dem Patienten ein gewisser Grad an Motivation entdeckt werden. Argelander unterscheidet zwischen der bewussten und unbewussten Motivation und beschreibt vier unterschiedliche Typen von Patienten:
- Der „vorgeschobene Patient“ werde oft von Freunden oder Familienmitgliedern vorgeschickt und habe oft eine geringe Motivation. Diese Patienten müssen aus ihrer passiven Rolle herausgelöst werden, damit ihre oft vorhandene unbewusste Motivation und der eigene Anteil an der Krankheit erkennbar werden.
- Der „anspruchsvolle Patient“ habe hohe Ansprüche aber geringen persönlichen Einsatz. Er erwecke oft Mitleidsreaktionen, welche die Einschätzungen trübten. Diese Patienten berichteten von dramatischen psychischen Symptomen und Krankheitsgeschichten, ihnen fehle aber oft die für die psychotherapeutische Behandlung notwendige Krankheitseinsicht.
- Der „unergiebige Patient“ könne den Interviewer nicht fesseln, funktionelle Störungen stünden im Vordergrund. Er sei im Ausdruck gehemmt und emotional starr. Der Psychoanalytiker müsse sich im Interview auf Widerstand einstellen, bis die unbewusste Motivation spürbar werde.
- Der „aufgeklärte Patient“ besäße großes Vorwissen über die Behandlungsmethode. Er strebe nach Vervollkommnung. Der häufig sehr differenzierten Intellektualität stehe oft ein verkümmertes und schwer zugängliches Gefühlsleben gegenüber.

Argelander ermittelte diese beschreibenden Typisierung aus den Patienten des Frankfurter Psychoanalytisches Institut, an dem er tätig war und ergänzte, dass über die Hälfte der Patienten Mischformen dieser vier Typen darstellten.

### Datensammlung
Im Erstinterview würden drei Formen von Daten (Informationen) erhoben.
Zuerst die eher geläufigen persönlichen Daten. Dabei würden persönliche Angaben und biografische Fakten gesammelt und bestimmte Verhaltensweisen oder Persönlichkeitseigenschaften beobachtet. Diese Daten seien jederzeit nachprüfbar. Aus diesen Daten könne man Informationen ziehen, ohne dass man bei dem Gespräch anwesend gewesen sein muss. Sie seien vieldeutig und die Deutung erfordere Fachwissen.
Zweitens seien die subjektiven Daten einzubeziehen. Diese seien weniger verlässlich. Entscheidend sei hierbei die Bedeutung, die der Patient ihnen gebe. Die Daten seien meist eindeutig, aber nicht nachprüfbar, sondern nur durch die Wahrnehmung in der Gesprächssituation mit dem Patienten wahrnehmbar. Es entstehe ein lebendiges Bild vom Patienten, welches an die aktuelle Situation gebunden und nicht zu verallgemeinern sei.
Als Drittes seien die szenischen Daten zu berücksichtigen. Hier würden das Erleben von Gefühlsregungen und Vorstellungsabläufen, auch wenn der Patient schweigt, berücksichtigt sowie das Szenische Verstehen, welches sich aus der besonderen Beziehungssituation herstellen lasse. Diese Informationen seien nicht durch Wiederholung der Situation nachprüfbar. Die Wahrnehmung der Daten hänge von den Fähigkeiten des Interviewers ab und dessen Beziehungsfeldes zum Patienten.
Alle drei Datenebenen werden in die diagnostische Beurteilung des Patienten zusammen einbezogen. So entwickele sich eine eigene Informationsgestalt.

### Gesprächssituation
Der Interviewer sollte stets eine ruhige abwartende Haltung einnehmen und gleichbleibende Aufmerksamkeit und Interesse zeigen. Während des Gespräches sollten die Grenzen der Situation klargemacht werden und auf ihre Einhaltung geachtet werden. Der Interviewer dürfe niemals ins Agieren geraten. Es sollten keine Kritik oder Urteile eingebracht werden, sondern es würde lediglich je nach Situation nach dem Sinn gefragt.
Argelander betont, dass der Interviewer eine Balance finden müsse zwischen der Erhebung der zur Behandlung notwendigen Daten und der Schaffung einer Vertrauenssituation durch das Verstehen der unbewussten Mitteilungen des Patienten, wozu es neben der intellektuellen Aufnahme des Mitgeteilten auch der „regressiven Teilnahme“ des Therapeuten bedürfe: Die „Psycho-Logik“, die wir zum Verständnis der Krankheit unserer Patienten brauchen, erschöpft sich nicht in der Erschließung logischer Zusammenhänge, sondern kommt erst im szenischen Verstehen zum Tragen.
Widerstände während des Gespräches sollten umgangen werden, da ihre Analyse den Aspekt der notwendigen Ermittlung der zur Anamnese notwendigen Datensammlung behindern würde. Als zwei wesentliche Techniken zum Umgang mit Widerständen im Erstinterview nennt er das Vermeiden jeder Auseinandersetzung mit dem Patienten und eine mit dem Patienten gemeinsam zu entwickelnde Interpretation aus dem Informationsmaterial.

### Beispiele, Ausbildung
Die Schrift ist reich an konkreten Beispielen, die in allen Abschnittes des Buches zur Illustration eingefügt sind und die persönliche Arbeitsweise und therapeutische Haltung Argelanders demonstrieren. Im letzten Kapitel geht der Autor auf Probleme der Ausbildung ein und betont die Bedeutung der Lehranalyse, da ein Verständnis der unbewussten Anteile der Persönlichkeit des Patienten nur dann möglich sei, wenn der Interviewer Zugang zu seinen eigenen vorbewussten Wahrnehmungs- und Denkprozesse habe: „Das Geheimnis eines umfassenden Verstehens im Erstinterview ist die Beteiligung der Persönlichkeit des Interviewers am Prozeß der Wahrnehmung.“

## Ausgaben (Auswahl)
- Das Erstinterview in der Psychotherapie. (Erträge der Forschung. Band 2). 1. Auflage. Wissenschaftliche Buchgesellschaft, Darmstadt 1970.
- Das Erstinterview in der Psychotherapie. (Studium Psychologie) 10. unveränderte Auflage. Wissenschaftliche Buchgesellschaft, Darmstadt 2014, ISBN 978-3-534-25631-0.
- Das Erstinterview in der Psychotherapie. [Print Replica] Kindle Ausgabe. Wissenschaftliche Buchgesellschaft, Darmstadt 2015
- The initial interview in psychotherapy.(englisch: übersetzt von Hela Freud Bernays). Human Sciences Press, New York 1976, ISBN 0-87705-248-4
- Prvé interview v psychoterapii.(slowakisch: übersetzt von O. Bajger, M. Haštová). Vydavat. F, Trenčín 1998, ISBN 80-967277-8-8
- Az első pszichoterápiás interjú. (ungarisch: übersetzt von Alpár Zsuzsa, mit einem Nachwort von Buda Béla) 3., unveränderte Auflage. SpringMed Kiadó, Budapest 2016. ISBN 978-963-9456-84-6